# Бухегг (Золотурн)
Бухегг (нім. Buchegg SO) — громада  в Швейцарії в кантоні Золотурн, округ Бухеггберг.

## Географія
Громада розташована на відстані близько 21 км на північ від Берна, 10 км на південний захід від Золотурна.
Бухегг має площу 22,6 км², з яких на 8,7% дозволяється будівництво (житлове та будівництво доріг), 56,6% використовуються в сільськогосподарських цілях, 34,2% зайнято лісами, 0,5% не є продуктивними (річки, льодовики або гори).

## Демографія
2019 року в громаді мешкало 2560 осіб (+2,1% порівняно з 2010 роком), іноземців було 4,7%. Густота населення становила 113 осіб/км².
За віковим діапазоном населення розподілялося таким чином: 17,4% — особи молодші 20 років, 62,7% — особи у віці 20—64 років, 19,8% — особи у віці 65 років та старші. Було 1103 помешкань (у середньому 2,3 особи в помешканні).
Із загальної кількості 1018 працюючих 206 було зайнятих в первинному секторі, 129 — в обробній промисловості, 683 — в галузі послуг.